# Alfredo Talavera
Alfredo Talavera (* 18. September 1982 in La Barca, Jalisco) ist ein mexikanischer Fußballspieler auf der Position des Torwarts.

## Leben

### Verein
Talavera begann seine Karriere beim Club Deportivo Guadalajara, für den er sein Debüt in der mexikanischen Primera División am 24. August 2003 in einem Spiel beim CF Pachuca (0:2) bestritt. 
Weil er in den ersten Jahren bei Guadalajara regelmäßig im Filialteam Tapatío spielte und nur dann zum Einsatz kam, wenn der Stamm- und Nationaltorwart Oswaldo Sánchez nicht einsatzfähig war und dieser nach seinem Weggang im Sommer 2006 durch Luis Ernesto Michel ersetzt wurde, brachte Talavera es in seinen fünf Jahren bei Guadalajara nur zu insgesamt 21 Einsätzen in den Spielen um die mexikanische Fußballmeisterschaft. 
Daher wechselte er für die Saison 2008/09 zu den Tigres de la UANL, wo er jedoch hinter dem früheren (und für die WM 2010 noch einmal berufenen) Nationaltorwart Óscar Pérez Rojas lediglich zu zwei Einsätzen kam. 
Seit Sommer 2009 steht er beim Deportivo Toluca FC unter Vertrag, wo er schnell den bisherigen Stammtorwart Hernán Cristante ablösen konnte und seither Stammtorhüter ist. 
Sein Debüt für Toluca in der Primera División feierte er am 26. Juli 2009 ausgerechnet gegen seinen Exverein Chivas Guadalajara, der in einer torreichen Begegnung durch ein spätes Tor seines neuen Mannschaftskameraden Israel López (in der fünften Minute der Nachspielzeit) mit 4:3 bezwungen werden konnte. 
Gleich in seiner ersten Saison 2009/10 mit Toluca gewann Talavera – zum zweiten Mal nach 2006, als er zwar im Kader der Chivas-Meistermannschaft stand, bei diesem Triumph jedoch gänzlich ohne Einsatz blieb – den Meistertitel des Torneo Bicentenario 2010. Bei diesem Erfolg bestritt er alle 23 Spiele der Diablos Rojos und hielt im Finale gegen Santos Laguna, das nach zwei Remis im Elfmeterschießen entschieden werden musste, den letzten und entscheidenden Elfmeter von Fernando Arce, wodurch seine Mannschaft mit 4:3 gewann.
Im Juli 2020 wechselt er zu UNAM Pumas. Mitte Juni 2022 wechselte er zur neuen Saison 2022/23 zum FC Juárez.

### Nationalmannschaft
2011 wurde Talavera erstmals in die mexikanische Nationalmannschaft berufen und absolvierte bereits im ersten Jahr seiner Zugehörigkeit zu „El Tri“ neun Einsätze, davon acht über die volle Distanz. 
Höhepunkt seiner bisherigen Nationalmannschaftskarriere war die Teilnahme am CONCACAF Gold Cup 2011, für die er eigentlich nur als Ersatztorhüter für Guillermo Ochoa berufen worden war. Doch nachdem Ochoa das Auftaktspiel gegen El Salvador (5:0) bestritten hatte, führte er eine Spielerrevolte an und flog aus dem Kader. Fortan durfte Talavera das Tor der Nationalmannschaft hüten, die durch weitere Siege über Kuba (5:0), Costa Rica (4:1), Guatemala (2:1) und Honduras (2:0 n. V.) das Finale gegen den Gastgeber USA erreichte, das mit 4:2 gewonnen wurde.
Des Weiteren stand er bei allen sechs Spielen des CONCACAF Gold Cup 2021 im Tor. Das Finale ging dabei nach Verlängerung gegen die USA verloren.

## Erfolge

### Verein
- Mexikanischer Meister: Apertura 2006, Bicentenario 2010

### Nationalmannschaft
- CONCACAF Gold Cup: 2011